# Cerkiew św. Mikołaja Prytyska
Cerkiew św. Mikołaja Prytyska – cerkiew prawosławna w Kijowie przy ulicy Chorywa. 

## Historia
Pierwsza, drewniana cerkiew na miejscu dzisiejszej została zbudowana w 1631 z fundacji mieszczanina imieniem Piotr, o przezwisku Żelazny Grosz. Jego potomek, noszący nazwisko Grusza, na przełomie XVII i XVIII wieku nakazał rozbiórkę świątyni i wzniesienie nowej, murowanej. W 1789 do barokowej bryły cerkwi dobudowano kaplicę Spotkania Pańskiego. Obiekt uległ zniszczeniu w czasie pożaru dzielnicy Padół w 1811 i został odbudowany w latach 1819–1820 według projektu Andrieja Mielenskiego. 
Cerkiew była czynna do 1935 r., kiedy została zamknięta przez władze radzieckie jako ostatnia ze świątyń prawosławnych w Kijowie. W ostatnich latach funkcjonowania uznawała jurysdykcję autokefalicznego Ukraińskiego Kościoła Prawosławnego, zaś przez ostatnie miesiące funkcjonowania na przełomie 1934 i 1935 r. była katedrą jego zwierzchnika, metropolity Iwana Pawłowskiego.   
We wnętrzu zachowały się freski z okresu ostatniej przebudowy: Kazanie na górze oraz Wniebowstąpienie Pańskie. Większość pozostałych komponentów wyposażenia, w tym ikonostas, pochodzi jednak z czasów współczesnych. 
Do 2018 r. cerkiew pozostawała własnością Ukraińskiego Kościoła Prawosławnego Patriarchatu Kijowskiego, na elewacji obiektu znajduje się tablica upamiętniająca metropolitę Iwana Pawłowskiego.

## Wezwanie cerkwi
Istnieje kilka legend wyjaśniających nietypową nieformalną – lecz powszechnie używaną – nazwę cerkwi. Według jednej z nich świątynia zaczęła funkcjonować w powszechnej świadomości jako Prytyska po nieudanej próbie jej okradzenia. Złodziej miał wtargnąć przez okno do budynku, jednak nie wyszedł tą samą drogą, gdy okno „przycisnęła” (ukr. притиснула, prytysnuła) mu spadająca ze ściany ikona patrona cerkwi. Inna wersja głosi, że datki na budowę obiektu były zbierane na przystani statków na Dnieprze zwanej przyciskiem (ukr. притиск, prytysk). 